# Бородач (растение)
Борода́ч (лат. Bothrióchloa; от др.-греч. βοθρίον, bothrion — ямочка и дор. χλόα, chloa — злак) — космополитный род травянистых растений семейства Злаки (Poaceae)

## Ботаническое описание
Многолетние травянистые растения, 30—100 см высотой. Стебли прямостоячие. Листья жёсткие, линейные, 1—5 мм шириной. Влагалища до основания расщеплённые. Язычки перепончатые, 0,3—0,8 мм длиной, реснитчатые по краю.
Общее соцветие состоит из пальчатых или метельчатых колосовидных веточек, 2—10 см длиной. На веточках колоски группами по 2: сидячий, с обоеполым и стерильным цветками, и на ножке — с тычиночным или стерильным и стерильным цветками. Зерновки свободные, эллипсоидальные, 1,4—2 мм длиной; рубчик овальный. Хромосомы мелкие; x=10.

## Виды
Род включает 38 видов:
- Bothriochloa alta (Hitchc.) Henrard
- Bothriochloa barbinodis (Lag.) Herter
- Bothriochloa biloba S.T.Blake
- Bothriochloa bladhii (Retz.) S.T.Blake
- Bothriochloa bunyensis B.K.Simon
- Bothriochloa campii (Swallen) De Wet
- Bothriochloa catharinensis Dalmolim & A.Zanin
- Bothriochloa compressa (Hook.f.) Henrard
- Bothriochloa decipiens (Hack.) C.E.Hubb.
- Bothriochloa edwardsiana (Gould) Parodi
- Bothriochloa ensiformis (Hook.f.) Henrard
- Bothriochloa erianthoides (F.Muell.) C.E.Hubb.
- Bothriochloa eurylemma M.Marchi & Longhi-Wagner
- Bothriochloa ewartiana (Domin) C.E.Hubb.
- Bothriochloa exaristata (Nash) Henrard
- Bothriochloa glabra (Roxb.) A.Camus
- Bothriochloa grahamii (Haines) Bor
- Bothriochloa hirtifolia (J.Presl) Henrard
- Bothriochloa hybrida (Gould) Gould
- Bothriochloa imperatoides (Hack.) Herter
- Bothriochloa insculpta (Hochst. ex A.Rich.) A.Camus
- Bothriochloa ischaemum (L.) Keng — Бородач обыкновенный
- Bothriochloa kuntzeana (Hack.) Henrard
- Bothriochloa laguroides (DC.) Herter
- Bothriochloa longifolia (Hack.) Bor
- Bothriochloa longipaniculata (Gould) Allred & Gould
- Bothriochloa macra (Steud.) S.T.Blake
- Bothriochloa meridionalis M.Marchi & Longhi-Wagner
- Bothriochloa modesta (Backer) Backer & Henrard
- Bothriochloa pertusa (L.) A.Camus
- Bothriochloa pseudoischaemum (Nees ex Steud.) Henrard
- Bothriochloa radicans (Lehm.) A.Camus
- Bothriochloa saccharoides (Sw.) Rydb.
- Bothriochloa springfieldii (Gould) Parodi
- Bothriochloa torreyana (Steud.) Scrivanti & Anton
- Bothriochloa velutina M.Marchi & Longhi-Wagner
- Bothriochloa woodrovii (Hook.f.) A.Camus
- Bothriochloa wrightii (Hack.) Henrard